# The Little School Ma'am
The Little School Ma'am er en amerikansk stumfilm fra 1916 af Chester M. Franklin og Sidney A. Franklin.

## Medvirkende
- Dorothy Gish som Nan.
- Elmer Clifton som Wilbur Howard.
- George C. Pearce som Squire Tolliver.
- Jack Brammall som Jim Tolliver.
- Howard Gaye som Tyler.